# Дело Пасифико
Дело Пасифико — или Эпизод Пасифико (греч. Επεισόδιο Πατσίφικο) — эпизод широкомасштабного международного дипломатического (Дипломатия канонерок) конфликта Великобритании и Греции, в период 1847—1850 годов, именуемого в греческой историографии Паркеровские события (греч. Τα Παρκερικά), переросшего в дипломатическое противостояние Британии, с одной стороны, и Франции и России — с другой.

## Дипломатическая предыстория

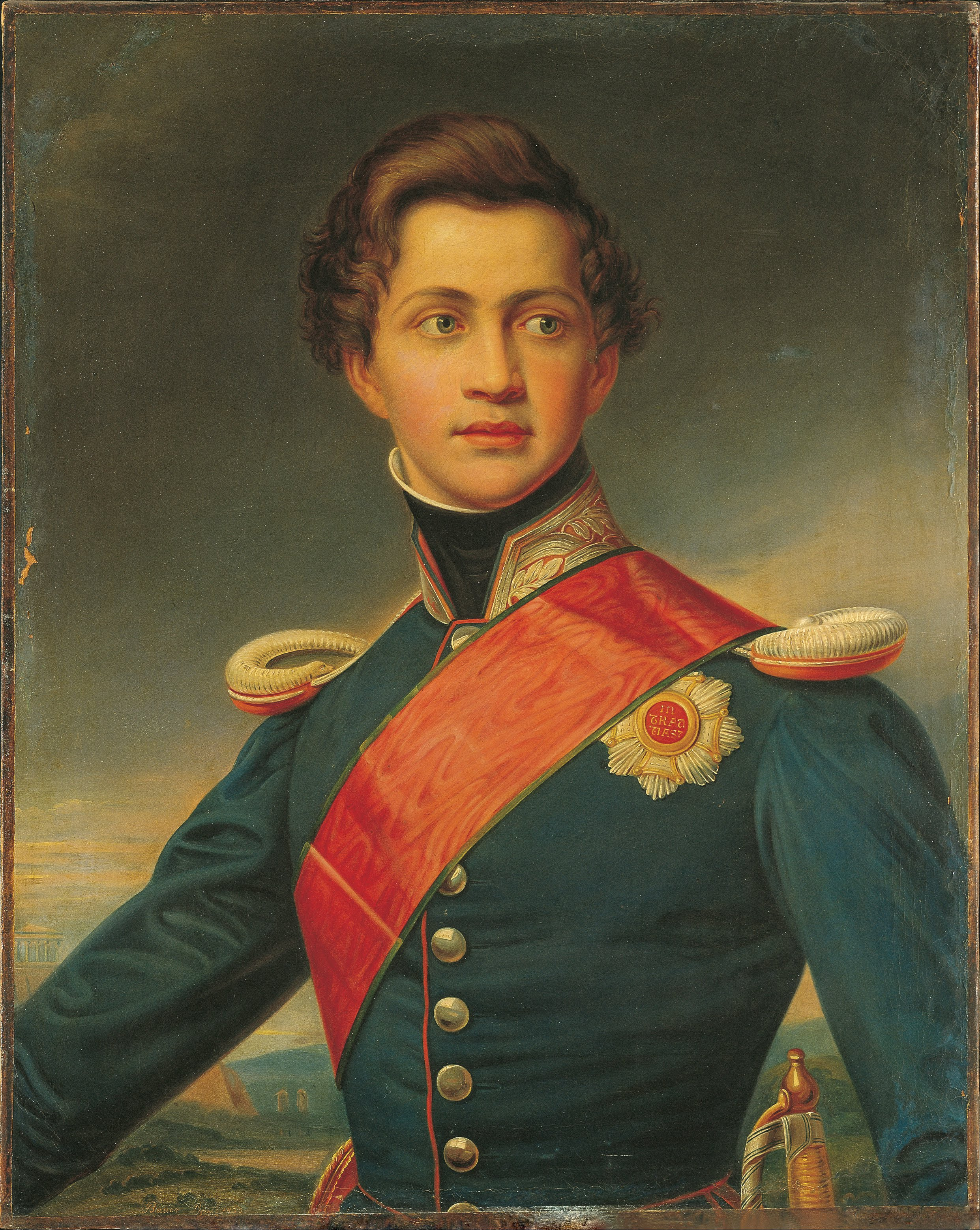
Оттон в молодости

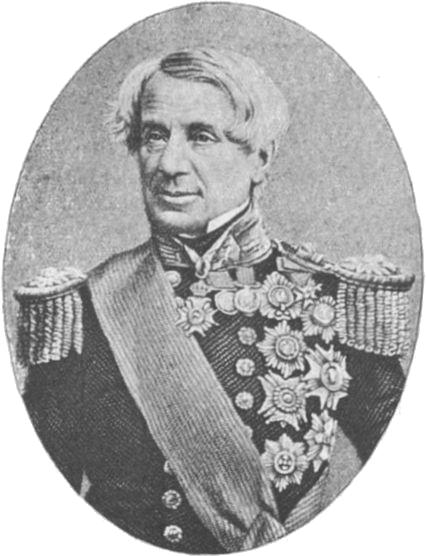
Эдмунд Лайонс

После завершения Освободительной войны 1821—1830 годов и убийства в 1831 году первого правителя Греции Иоанна Каподистрии, на трон Греции был возведён несовершеннолетний баварец Оттон. По сути Греческое королевство Оттона было протекторатом, в основном, трёх европейских держав — Британии, Франции и России. Соответственно в политической жизни страны доминировали три партии: «английская», «французская» и «русская», с часто незавуалированным участием и вмешательством в греческие дела агентов соответствующих стран. Британский посол в Греции адмирал Эдмунд Лайонс в разговоре со своим австрийским коллегой Прокеш-Остеном наглядно описал как британская дипломатия рассматривала свои отношения с королевством Оттона: «Греция действительно независимая — это абсурд. Греция может быть или русской или английской. Но поскольку недопустимо чтобы она была русской, она должна быть английской». Став совершеннолетним, Оттон пытался уйти из под британского контроля, опираясь на германские государства Австрию, Пруссию и Баварию.

## Иоаннис Колеттис
В 1844 году на выборах победила «французская» партия, которую возглавлял Колеттис, Иоаннис. Английский историк Дуглас Дакин пишет, что в лице Лайонса, Колеттис нашёл страстного противника, который интриговал против него и «засыпал, в прямом смысле слова» британское правительство рапортами о незаконном правлении Колеттиса. В результате Лорд Палмерстон стал утверждать что Колеттис установил в Греции режим «коррумпированный, незаконный, антиконституционный», и продолжил: «Касательно внешней политики страны, у господина Колеттиса видимо есть три основные цели: агрессивность против Турции, раболепие по отношению к Франции и унижение Англии». Тем временем, как писал Павлос Каролидис, французский посол Théobald Piscatory выступал по сути в роли регента, назначая даже министров, а секретарь французского посольства Тувнель, Эдуар-Антуан, ставший впоследствии послом Франции в Афинах, был действительным директором и редактором правительственной франкоязычной газеты «Le Moniteur Grec»:44. Британское правительство не преминуло напомнить и повторить правительству Колеттиса дипломатическую ноту 1839 года, в которой Британия претендовала на близлежащие к Пелопоннесу островки Элафонисос и Сапьендза, считая что они должны принадлежать, находящейся под британским контролем, Ионической республике.

## Чучело Иуды
По сегодняшний день православные греки хранят традицию встречать пальбой и фейерверками Воскресение Христово, сжигать и расстреливать чучело Иуды. В Страстную неделю 1847 года в Афинах находилась группа иностранных гостей, среди которых был один из Ротшильдов (Mayer Amschel de Rothschild). Еврейская энциклопедия 1906 года пишет, что это Ротшильд попросил греческое правительство отменить сожжение Иуды. Греческая историография не располагает такими данными. Согласно греческим историкам, инициатива принадлежит правительству Колеттиса, которое ожидало получить заём в одном из банков Ротишильдов и не хотело огорчить этими традициями гостя, в силу его еврейского происхождения. Д.Врацанос пишет, что министр внутренних дел пригласил директора полиции и дал строжайшие указания ограничить пальбу и фейерверки. Министр по делам церкви пригласил к себе митрополита и священников всех приходов, тогда маленьких, Афин и также дал строжайшие указания обратиться к своим прихожанам, с просьбой не стрелять. Соответствующие указания были объявлены на улицах глашатаями. Д.Фотиадис пишет, что первым нарушителем указаний стал приходский священник церкви Святых Бессребреников, поп Мелетий. Прочитав с амвона всё что было велено, он вышел из церкви, вытащил из под рясы пистолет и начал стрельбу. «Никогда», как пишет Врацанос, «в Афинах не было столько петард и выстрелов, как в тот год!». 
Меры принятые правительством Колеттиса, по случаю приезда Ротшильда, были осуждены прессой. «Просим г-на посла Франции информировать нас, если что либо подобное имеет место во Франции», писал в прессе, находящийся в оппозиции, Левидис, Константинос. Проблема для правительства становилась ещё большей, в ожидании «сожжения Иуды». «Наступило утро Воскресения», пишет Врацанос. «Весь район вокруг Акрополя был окутан запахами жарящихся на вертеле ягнят, расплачивающихся каждый год за грехи греков. Другой традицией было сожжение чучела Искариота. Колеттис забеспокоился: „ Что случится, если еврей Ротшильд увидит афинян сжигающих Иуду ?“. Последовал приказ полиции: „ Запрещается, в этом году, сожжение чучела Искариота“. Полиция прервала все соответствующие приготовления. Османских евреев в городе, как и в пределах королевства, практически уже не было. Преследование евреев в Северной Европе привело к тому, что ашкеназы стали переселяться в Грецию, в особенности после 1834 года. Но даже через 30 лет, в 1878 году, еврейская община города не превышала 100 человек, в основном мелких торговцев. Они не могли быть причиной правительственного решения о отмене „сжигания Иуды“. Подозрения толпы пали на единственного знакомого ей еврея, который мог быть причастен к этому делу.

## Дон Пасифико
Давид Пасифико (Davide Bonifacio Pacifico), известный и как Дон Пасифико (Don Pacifico), родился в британском Гибралтаре в 1784 году, по происхождению португальский еврей. В 1820 получил португальское гражданство и с 1835 по 1837 год служил консулом Португалии в Марокко. Затем был назначен генеральным консулом Португалии в Греции, где одновременно развил и коммерческую деятельность. Был уволен португальским МИД с поста генерального консула в 1842 году по обвинению в злоупотреблениях. Пасифико остался жить в Афинах, получив британское гражданство, и живя „за счёт милостей“, живущей в Греции контессы Плакентии (Sophie de Marbois-Lebrun, Duchess of Plaisance). Пасифико слыл „проходимцем“ и, по утверждению некоторых источников, которое однако не подтверждает большинство историков, проявил вызывающее неуважение во время выноса плащаницы из соседней церкви Святого Филиппа на вечерне Великой пятницы. 
Разогнанная полицией и разъярённая толпа вновь собралась и направилась к дому Пасифико, который, осознав опасность, заперся с дочками на чердаке. Дом был разгромлен. Мебель и утварь были выброшены на улицу. Была предпринята попытка поджога. Подоспевший взвод солдат вывел Пасифико и его дочерей из дома. По описанию, пятидесятилетнего тогда, ветерана Освободительной войны Макриянниса „пошли и разгромили дом иностранного еврея. Люди дома оказались в опасности и чудом спаслись“. 
Согласно французскому историку Эдуару Дрио, 7 апреля (три дня после событий) потерпевший составил каталог понесённого им ущерба и представил его британскому посольству. Пасифико просил в качестве компенсации у греческого правительства 30.000 золотых английских фунтов (или эквивалентных 886.736 драхм) Из них, по его заявлению, 4.000 представляли непосредственный ущерб его имуществу, остальные 26.000 были расписками, которые якобы пропали из его дома, и которые подтверждали что эту сумму ему задолжало португальское правительство, в счёт его торговых операций с Португалией. Характерным для „грабительских“ намерений Пасифико был тот факт, что он оценил стоимость своей якобы разрушенной железной кровати в 4.250 драхм. Претензии Пасифико были поддержаны британским посольством и согласованы с Форин-офисом. Д.Врацанос пишет: „перед греческим правительством предстал британский посол Лайонс и потребовал выплатить компенсацию британскому подданному Пасифико“. Ответом представителей правительства было, что „ограбленный должен обратиться в греческие суды и, если, после их решения, греческое правительство откажется удовлетворить иск, тогда было бы оправдано дипломатическое вмешательство Британии“. 12 октября 1847 года, когда стали известны „абсурдные“ требования Пасифико, многие афиняне вновь собрались у его дома со враждебными намерениями. После чего Пасифико добавил к своему иску дополнительную сумму, за „моральный ущерб“. Лайонс продолжал настаивать на выплате суммы, приложив в дальнейшем заключение британского суда. Но поскольку Пасифико, поддерживаемый Лайонсом, не последовал совету обратиться в греческие суды, дело зависло на целых три года.

## Дипломатические перемены

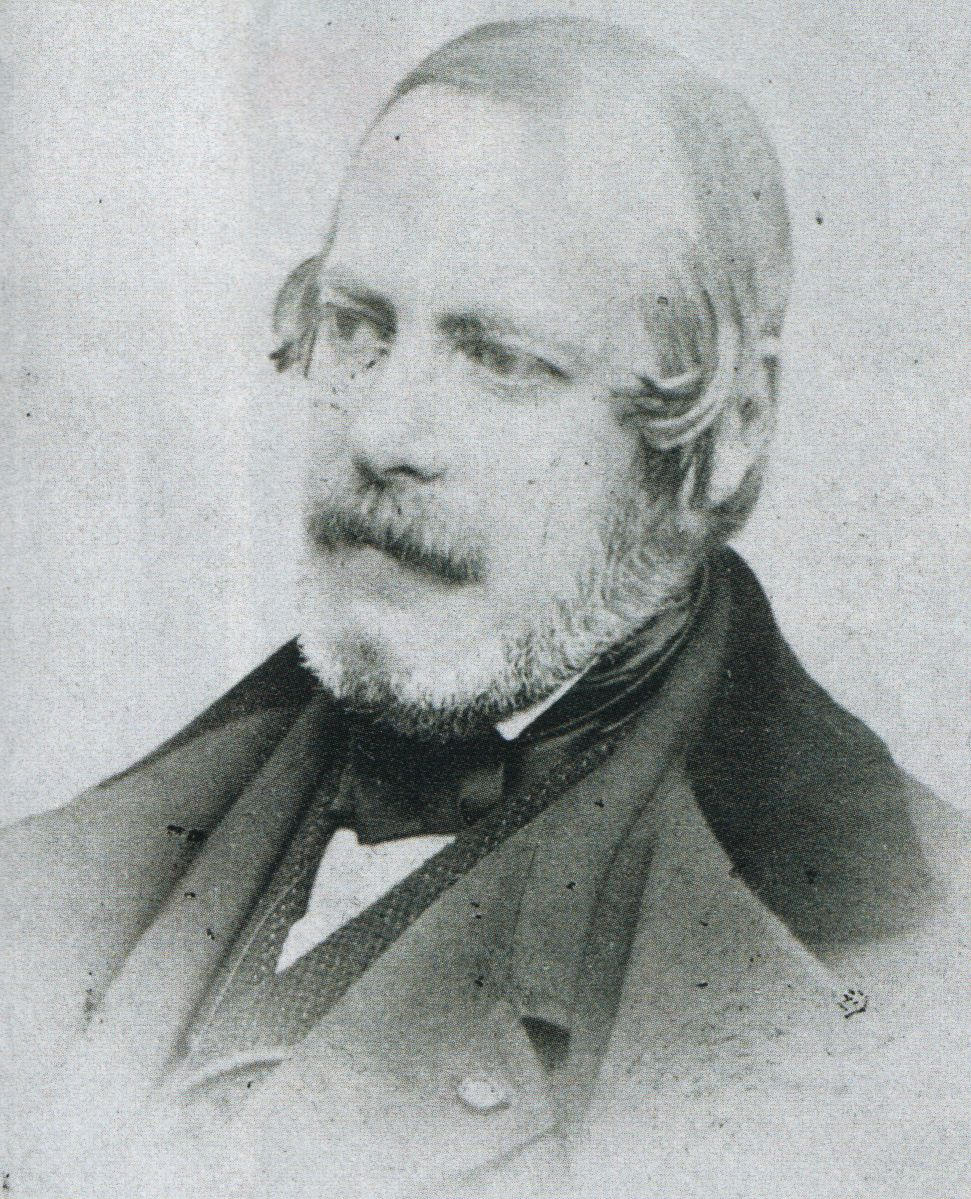
Тувнель, Эдуар-Антуан

Колеттис умер в сентябре 1847 года. Возглавил правительство генерал-лейтенант Дзавелас, Кицос, который оставался на этом посту до марта беспокойного 1848 года. Французский посол Piscatory был отозван и на его место в 1849 году был назначен Тувнель, Эдуар-Антуан.
В мае 1848 года, со специальной миссией, в Афины прибыл британский посол в Константинополе Стратфорд-Каннинг, Чарльз. Каннинг, как пишет Дакин, пришёл к заключению что Лайонс „вёл себя абсурдно“, и в марте 1849 года Лайонс был отозван. Пост британского посла в Греции принял ирландец Sir Thomas Wyse, который был интеллигентным Эллинистом. Однако Каннингу не удалось убедить Оттона дать мандат на сформирование правительства угодному Британии Александру Маврокордато и, после Дзавеласа, правительство возглавил Кундуриотис, Георгиос (март 1848 — октябрь 1848), после чего правительство возглавил 60-летний ветеран Освободительной войны Канарис, Константин (октябрь 1848-декабрь 1849).

## Палмерстон

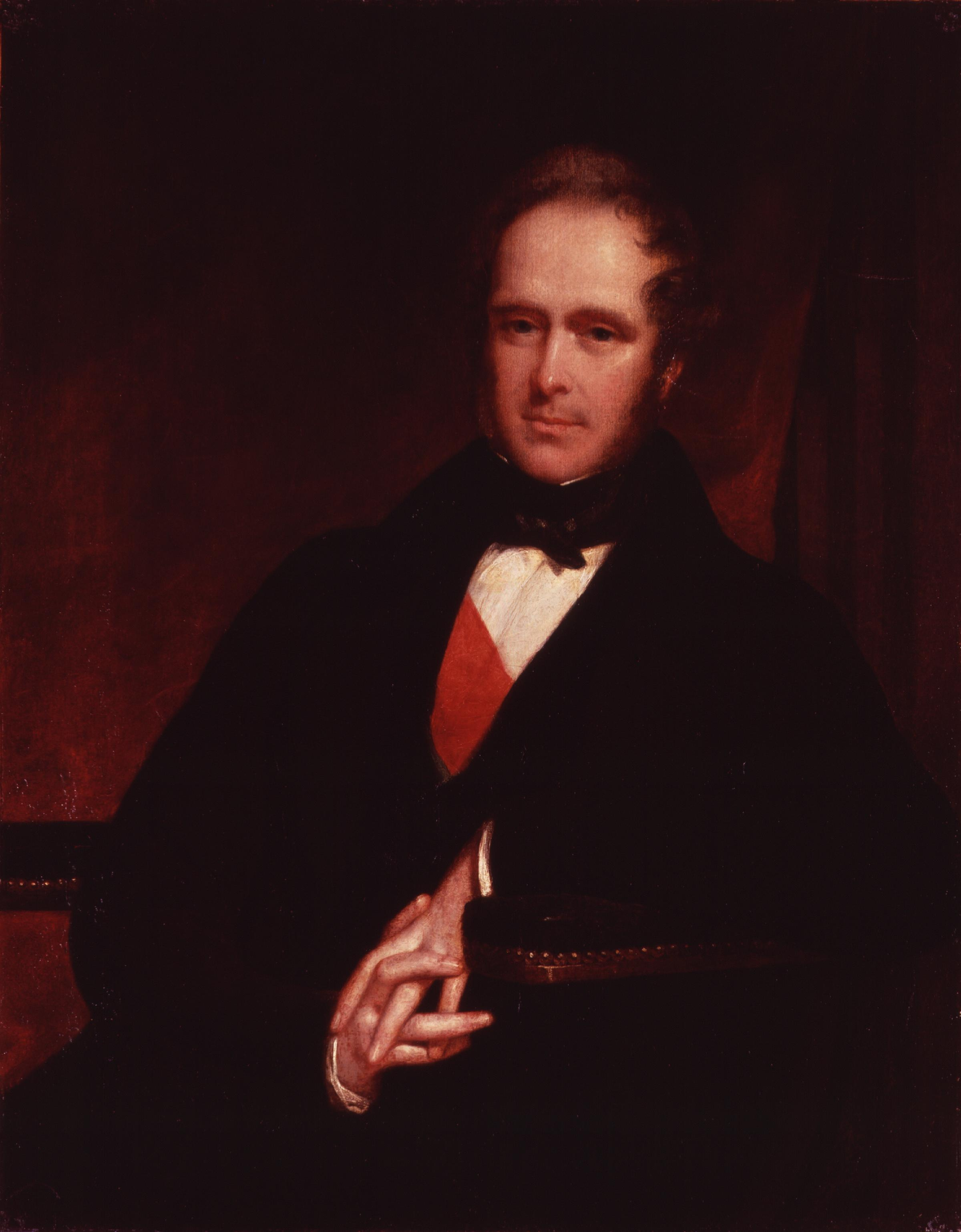
Палмерстон в 1840-х годах.

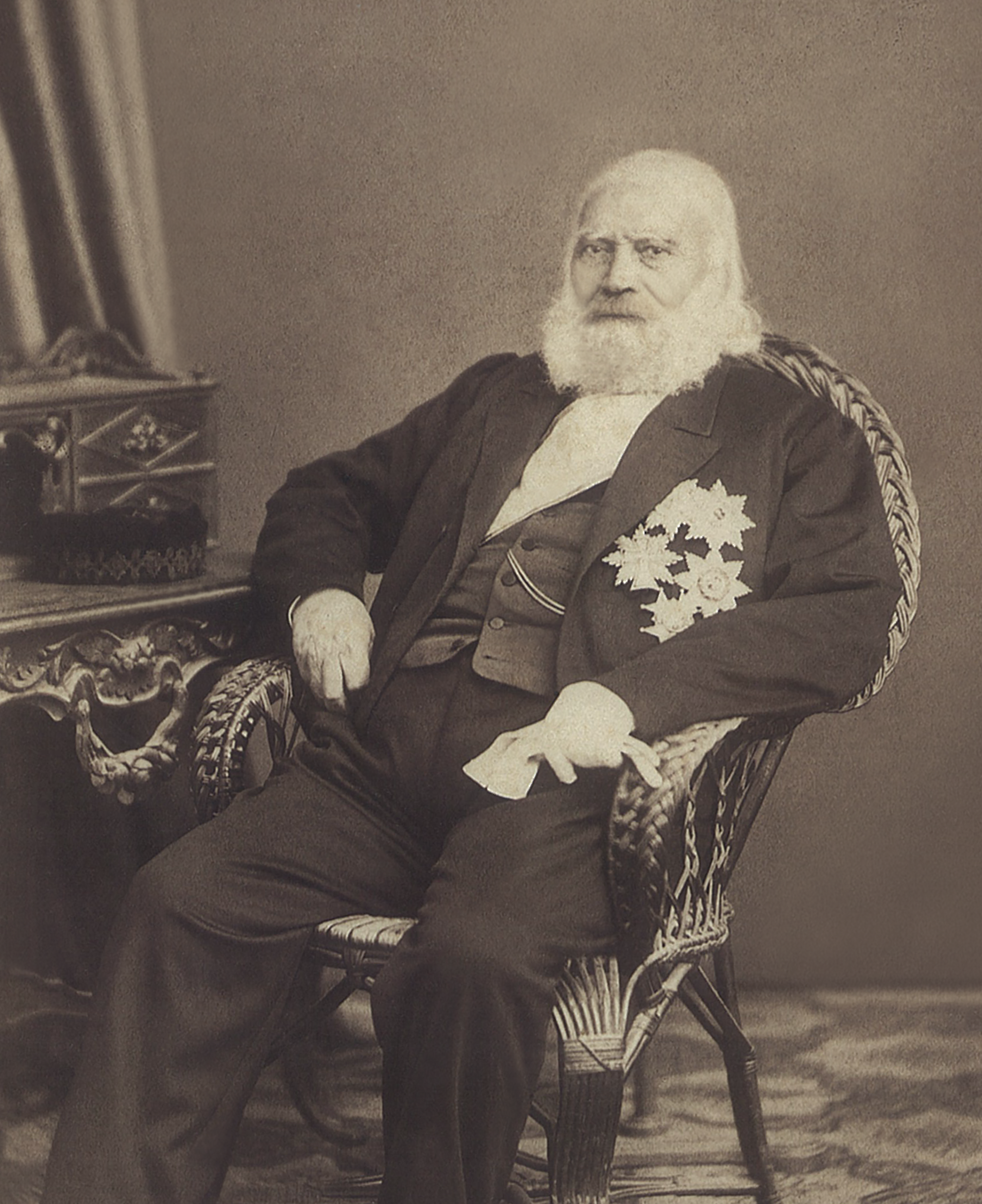
Константин Канарис в старости.

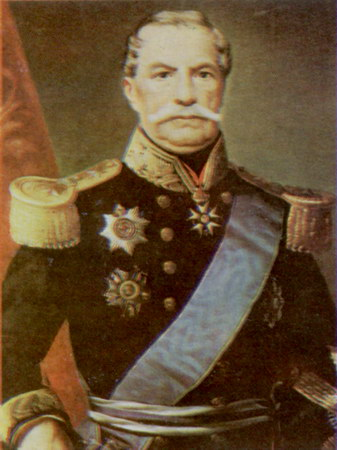
Антониос Криезис.

Британским министром иностранных дел, с 1846 года, был Лорд Палмерстон, о котором Henry Bulwer писал, что у него не было „одинаковых политических принципов, по отношению к иностранным государствам“. Выражая свою неприязнь к Оттону, Палмерстон позже говорил, после изгнания Оттона из Греции, что „с 1832 по 1862, Греция проявила лишь одну политическую добродетель: терпение, с которым вынесла, на протяжении 30 лет, гнусное правление его правительств“. Между тем, пишет Фотиадис, Оттон был бы идеальным монархом для Палмерстона, если бы он следовал инструкциям британского посла, а не послов Австрии, Франции и России»:141. Раздражённый революционными выступлениями греческого населения Ионических островов, и критике, которой подвергалось британское правительство за их варварское подавление, Палмерстон решил, в очередной раз, предъявить претензии на островки Элафонисси и Сапьендза. Посол Sir Thomas Wyse представил правительству Канариса очередную ноту, обогатив её и объединив со следующими претензиями:142:
- 1-Компенсация 11.500 драхм, за ограбленные в устье реки Ахелоос, в 1846 году, каики Ионических островов.
- 2-Компенсация Пасифико в 886.736 драхм.
- 3-Извинения и компенсацию в 500 фунтов за избиение в городе Патры, в 1847 году, британских моряков с корабля «Привидение».
- 4-Компенсация в 2.000 фунтов за избиение в Патрах, во время празднования «Всех Святых» человека, поднявшего над своим магазином флаг Ионической республики. Спуск флага островов был расценён как оскорбление британскому флагу.
- 5-Компенсация в 45.000 драхм, проживающему в Афинах, шотландскому историку Финлею, за экспроприацию участка его земли, вошедшего в королевский сад. (Историки отмечают, что Финлею была предложена цена, за аналогичные случаи, которая была предложена консулу России Папарригопулосу и американскому миссионеру Хилу, но «спекулянт» Финлей не согласился на неё. Примечательно, что Финлей был греческим гражданином и по этому поводу, в последующих событиях, греческая газета «Век» задавалась вопросом: «Кем является Финлей, греком или англичанином ?. Если первое, чего лезет Паркер. Если второе, чего Финлей дурит правительство, требуя права».

В заключение, британское правительство требовало немедленную оплату 7.500.000 драхм задержанных выплат процентов и амортизаций, за британскую долю займа в 60 млн франков, полученных под гарантии трёх держав, при возведении на престол Оттона.
Англичане также требовали не предоставлять убежище и изгнать «негодяев» (см.революционеров) с Ионических остров, скрывающихся в Греческом королевстве.
Министр иностранных дел правительства Канариса, Гларакис, заявлением от 17 ноября 1849 года отклонил британскую ноту. Кроме последнего пункта: Оттон также не хотел видеть революционеров на территории своего королевства.
Под давлением событий, правительство Канариса ушло в отставку и на его место, 12 декабря 1849 года, пришло — умиротворяя Британию — правительство Антониоса Криезиса, представлявшего после длительного периода «британскую» партию.
Но «Палмерстон решил показать ещё раз, что за кем сила, за тем и право. У Британии были броненосцы, у Греции их не было» писал историк Кирьякидис:143.

## Паркеровские события

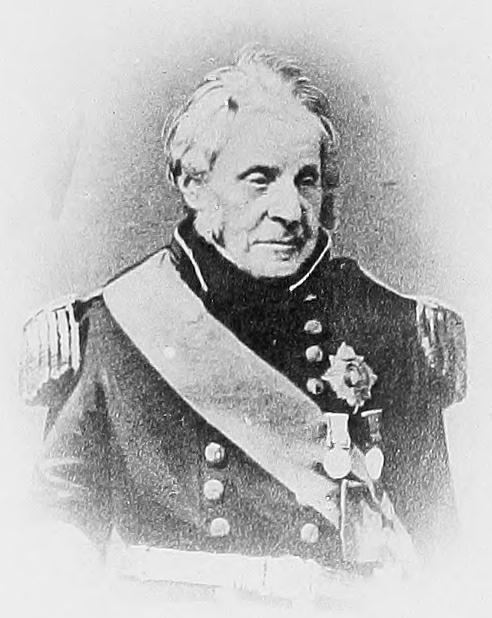
Адмирал Паркер.

В конце 1849 года командующий британским флотом на Средиземном море, которым в то время был адмирал Паркер, Уильям, 1-й баронет Шенстон, собрал у входа в Дарданеллы эскадру 15 современных кораблей, включая 5 паровых фрегатов, вооружённых 731 орудиями и имевших на борту 8 тысяч моряков. Флот этот — как говорил лорд Абердин, Джордж Гамильтон-Гордон — был мощнее флота Нельсона, с которым последний одержал победу в Трафальгарском морском сражении. 30 декабря 1849 года флот встал на якоря на рейде Пирея, вызвав недоумение у властей и у народа о целях визита столь мощной эскадры. Пройдя установленную процедуру карантина, Паркер и 20 офицеров с почестями были приняты Оттоном и королевой Амалией во дворце. Ничто не предвещало наступавшую бурю. На следующий день Паркер и посол Вайс попросили аудиенцию у министра иностранных дел Анастасиоса Лондоса по «исключительно срочному» вопросу. Вайс начал свою речь фразой «вам известны мои дружественные, по отношению к Греции, намерения», но продолжил перечислением всех претензий выставленных «моим предшественником Лайонсом». Вайс заявил, «что несмотря на его дружественные», отношения он просит полной и немедленной сатисфакции в течение 24 часов. Вайс уточнил, что не намерен обсуждать, справедливы требования, или нет. Паркер добавил что он получил приказы, аналогичные инструкциям полученным Вайсом. Лондос, ставший министром за несколько дней до этого, отправился к премьер министру, затем к послам Франции Тувнелю и России Персиани. Срочно созданный правительством юридический комитет рассмотрел вопрос и единогласно «пришёл к заключению, что английские претензии несправедливы и противоречат международному праву». В тот же вечер, министерский совет принял решение не уступать ультиматуму и просить посредничества других двух гарантов, Франции и России. В полдень следующего дня Лондос отклонил ультиматум, добавив что принимает арбитраж двух других держав:145.

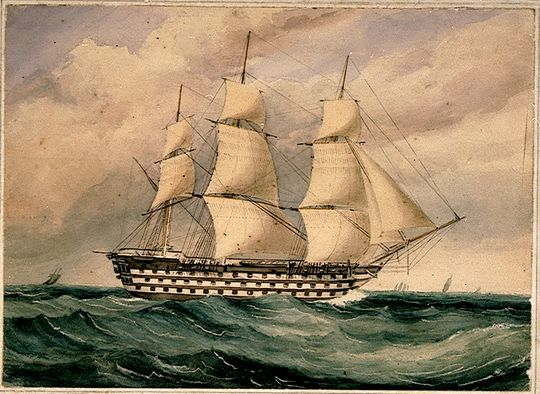
H.M.S. Queen

6 января посол и персонал британского посольства покинули Афины и поднялись на борт британского флагмана «The Queen» Одновременно началась блокада Пирея и конфискация греческих кораблей, как гарантия под выплату компенсаций". Тувнель и Персиани, в своих письмах Вайсу, отметили, что британские действия не соответствуют духу «соглашений 1832 года» и что они приняли предложение о посредничестве. Между тем блокаде подверглись не только Пирей, но и порты Сирос, Спеце, Идра, Патры. Под залог будущих компенсаций англичане захватывали не только коммерческие суда, но и корабли «микроскопического», как Дакин именовал его, флота королевства Оттона.

## Сплочение греческого народа
Число захваченных британским флотом судов превысило 100. Некоторые греческие исследователи считают, что одной из британских целей был удар по растущему греческому торговому флоту, который к тому времени уже вытеснил британский из региона Чёрного моря и Дуная. Не ограничиваясь этим, англичане препятствовали навигации и рыболовству на маленьких парусных судах, снимая с них паруса, рули, и, даже, вёсла. Торговля была парализована. Образовывался дефицит продовольствия. В горных районах Греции мороз явление привычное, но в ту зиму, к невзгодам греков, прибавилась и необычно тяжёлая для равнинных районов Греции зима, когда морозы в Афинах достигли минус семи градусов. Оливковые деревья обмёрзли. Но греческий народ, тот самый народ, который всего лишь 7 лет до этих событий выступил против Оттона в конституционной революции 1843 года, к удивлению Палмерстона, перед лицом иностранного вмешательства, сплотился вокруг короля. Выезд королевской четы на Марсово поле (Афины) вызвал мощную демонстрацию народной поддержки, которая затем направилась к французскому и российскому посольствам, скандируя имена президента Франции и императора России. Д.Фотиадис проводит параллель между сплочением народа вокруг, непопулярного до того, короля, со сплочением всех политических партий Греции, включая коммунистов, вокруг диктатора И.Метаксаса в 1940 году, когда Греция отклонила итальянский ультиматум. Все политические партии, включая «английскую», оказали поддержку правительству адмирала Криезиса. Греческие политические эмигранты, находившиеся за границей после революционных событий 1848 года, послали письма Криезису, информируя его, что они в его распоряжении. Несмотря на то что население было поставлено на грань голода, греки морально были готовы к ведению военных действий, если бы англичане решились высадиться. Эту решительность характеризует народная песня того периода, которая начинается словами «если на то тебя хватит, англичанин, ну-ка выйди на берег, услышь ружья и греческие мечи». Оттон послал своего адъютанта к своему врагу и одному из лидеров революции 1843 года, ветерану Греческой революции 1821 года Макрияннису, с запросом о возможности ведения иррегулярной войны. Макрияннис остудил пыл монарха ответом «у Паркера больше орудий, нежели у нас ружей»:149.

## Имперские расчёты и просчёты

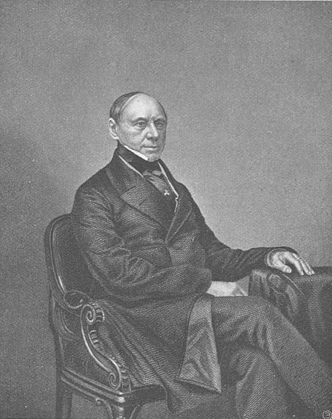
Ф. И. Бруннов

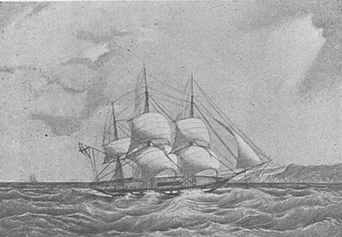
Российский корвет Калипсо

Греческие историки считают что Палмерстон прогадал в своих расчётах. Сочтя момент удобным, поскольку Франция переживала кризис после революции 1848 года, он, как пишет Т. Эвангелидис (1863—1941), решил нанести удар России и ослабить Грецию, в которой он видел союзницу России в надвигающемся Восточном кризисе. Палмерстон ожидал лёгкой победы, ожидая что Оттон, перед жерлами его орудий, сделает Маврокордато премьер-министром и что народ выступит против короля обвиняя, его во всех бедствиях. Оттон, имея дипломатическую поддержку, оказал сопротивление его планам. Но самым существенным стало то, что народ не только не выступил против, но встал на сторону короля, в первый раз после его прибытия в Грецию. Солидарность России была существенной. Император Николай I немедленно послал в Афины своего адъютанта Понтиака. Россия демонстративно, в отличие от Британии, временно отказалась от требований выплаты Грецией процентов своей доли займа 60 млн франков. Персиани предоставил корвет «Калипсо», на котором, прорывая английскую блокаду, в Афины прибыл генерал-лейтенант Дзавелас, Кицос. Российский посол в Лондоне отказался от приёма, устроенного Палмерстоном в честь иностранных дипломатов, по случаю годовщины восхождения на престол королевы Виктории. И наконец, российский дипломат Бруннов, Филипп Иванович вручил Палмерстону ноту, которую Тувнель охарактеризовал «Российской пощёчиной Палмерстону». Нота начиналась словами «Греция, решившая не склоняться перед британскими претензиями….»:150. Английская пресса писала, что с эпохи Наполеона Великобритании не вручали столь жёсткую ноту. С этого момента, пишет Каролидис, Павлос конфликт из «англогреческого становится англо-русским». Первым результатом стало то, что встретив российское, а затем французское вето, Палмерстон отказался от притязаний на островки Элафонисси и Сапьендза. В дипломатической ноте Россия заявляла, что поскольку гарантами независимости Греции были 3 державы, Англия не могла вести враждебные действия против Греции без согласия 2-х других держав. Палмерстон был вынужден переключиться на «исключительно британское дело», «защиты британских поданных». Он также был вынужден заявить, что Британия не настаивает более на немедленной выплате процентов её доли займа:152.

## Европейское общественное мнение
Европейская общественность, включая саму Англию, была возмущена «бандитопиратскими» действиями Палмерстона. The Times, от 4 февраля 1850 года, писала: «Вражеское появление английского флота против Греции, объединило против нас все партии.. Греческий народ, как свободного королевства, так и османских территорий, ищет сейчас надежды в Петербурге……Англия выглядит врагом греческой независимости, а Россия её оплотом». Лондонская «Morning chronicle» писала: «..что даже Лорд Палмерстон должен стыдиться, что выставил всю ударную силу британского флота из-за мебели Пасифико и участка Финлея». Французская «Revous de Deux Mondes» писала, в духе времени: «..мы наблюдаем насилие над слабым и беззащитным государством, используя блестящий флот Но из-за чего ? По причине жалкого дела, о незаконных и жалких претензиях какого-то еврея Пасифико .Где право наций, если Англия сама решает что есть право»:154.

## Когда Паркеровские события становятся делом Пасифико
Действия Палмерстона вызвали реакцию в самой Англии. Дебаты состоялись 17 июня, как в Палате лордов, так и в Палате общин. Палата лордов осудила действия Палмерстона голосами 169 против 132. Впервые в политической истории Англии возникла дилемма, если правительство против которого проголосовала Палата лордов обязано уйти в отставку, или нет. После долгих дискуссий было принято решение, что только Палата общин, избираемая народом, может решить судьбу правительств. Дебаты состоялись 29 июня. Не сумев посадить своё правительство в Афинах, вынужденный отказаться как от территориальных претензий к Греции, так и от поставленных Греции условий в межгосударственных финансах, Палмерстон был вынужден ограничиться вопросами частных лиц. После знаменитой 5-часовой речи, Палмерстон сумел получить поддержку большинства в 46 голосов. В своей «блестящей речи» Палмерстон сделал акцент на внутреннем положении Греции и «тираническом правлении» (что к сожалению, как пишет Каролидис, соответствовало действительности):155 и вызвал «восторг» слушателей следующим оборотом:
Как гражданин Рима в былые времена был свободен от унижения, когда он мог заявить Civis Romanus sum, так и британский подданный, на какой земле он бы не находился, должен чувствовать себя уверенно, зная что зоркий глаз и сильная рука Англии защитят его от несправедливости и обиды.

## Французская инициатива

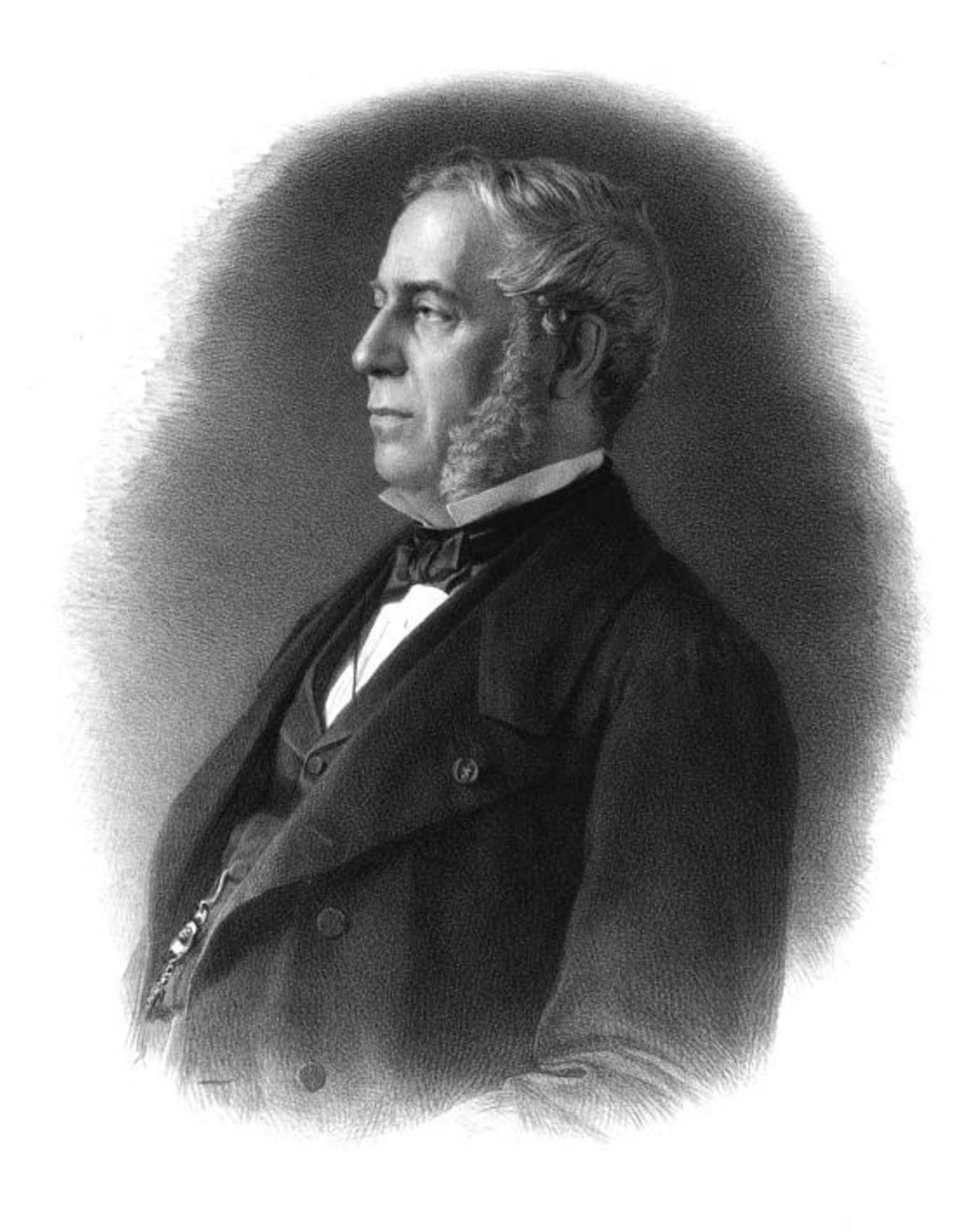
Edouard Drouyn de Lhuys (1805—1881)

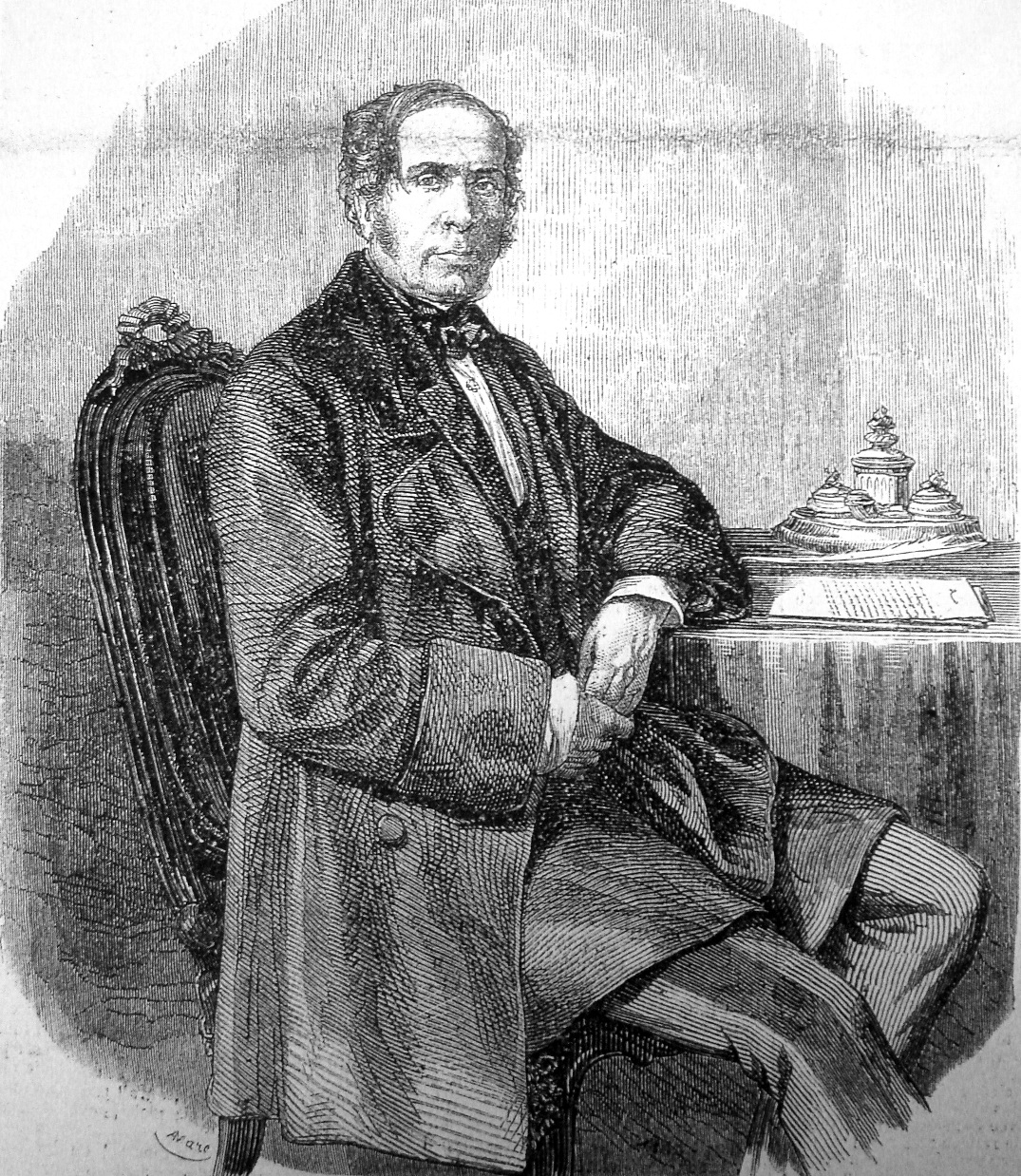
Jean-Baptiste Louis Gros.

Кризис становился всеевропейским и французское правительство решило проявить инициативу. В Лондон был послан Эдуард Друэн де Люис. Палмерстон, видя растущую реакцию против его действий, искал пути к отступлению и принял французские услуги. В Афины был послан французский барон Jean-Baptiste Louis Gros, которого Палмерстон считал англофилом. Гро изучил на месте все материалы английских требований, но не нашёл в них ничего, как писал Тувнель «кроме лжи и мелочности». Гро пришёл к заключению, что для компенсации всех частных лиц, включая Финлея и Пасифико, было предостаточно от 80 до 100 тысяч драхм. Вайс продолжал торговаться и 31 марта Гро написал ему в письме, что прекращает любой разговор с ним:156.

## Когда лев становится лисой
Одновременно, в Лондоне с Палмерстоном вели переговоры Édouard Drouyn de Lhuys и российский посол Бруннов, Филипп Иванович. Стороны пришли к соглашению, что Греция выплатит Англии 8.500 фунтов и англичане освободят все захваченные суда. Дополнительно, греческое правительство должно было выразить сожаление британскому послу за инцидент избиения британских матросов в Патрах. Конфликт был завершён, и как пишет английский историк Д.Дакин, хотя Палмерстон «обязал Грецию выплатить эти 8 тысяч фунтов, он вызвал гнев всей Европы и он сам подвергся унижению согласиться на арбитраж Франции». Но здесь, как пишет Фотиадис, британский лев повёл себя как лиса. Соглашение было отправлено по самому длинному дипломатическому маршруту Лондон-Берлин-Вена-Триест-Афины. И одновременно, Палмерстон отправил, через короткий маршрут Лондон-Марсель-Афины, послание Вайсу, чтобы тот ещё раз использовал силу, чтобы показать что Греция склонилась именно перед Британией, а не согласилась на компромисс других держав. 12 апреля в Пирей прибыл пароход, с ожидаемой почтой. Вместо ожидаемого компромисса Вайс, согласно инструкциям Палмерстона, объявил Гро, что если в течение 24 часов греческое правительство не согласится принять его условия, британский флот вновь приступит к блокаде. Греческое правительство до того держало достойную позицию. Но когда ожидаемый компромисс обернулся угрозой новой блокады, правительство Криезиса дрогнуло и согласилось подписать условия Вайса на выплату общей суммы в 180.000 всем частным лицам. Из этой суммы Пасифико получил 120.000 за свою мебель и 17.500 драхм за моральный ущерб. Кроме этого, правительство Криезиса предоставило 150.000 драхм Вайсу, как гарантию для выплаты Пасифико, за якобы пропавшие португальские документы. Когда новости достигли Парижа, «подвиг» Палмерстона вызвал взрыв возмущения, Édouard Drouyn de Lhuys был срочно отозван из Лондона, поскольку «его пребывание там претит достоинству Франции». Британское правительство, которое начало ориентироваться на союз с Францией против России, стало колебаться и приказало своему послу во Франции, лорду Норманби (Constantine Phipps, 1st Marquess of Normanby), немедленно найти компромисс, удовлетворяющий французов. Лорду Норманби это удалось и Édouard Drouyn de Lhuys вернулся в Лондон. Было согласовано, что условия, которые были приняты греческим правительством после апрельского ультиматума, должны молча игнорироваться:159.

## Португальские бумаги
6 июля 1850 года Лондос и Вайс подписали новое соглашение. Основная разницей между двумя соглашениями были те 150 000 драхм, что оставались в руках Вайса, как гарантия выплаты Пасифико, за потерянные португальские бумаги. Деньги возвращались греческому правительству и были назначены арбитры от Британии, Франции и Греции, для выяснения этого дела. Поиск арбитров привёл к обнаружению этих, якобы потерянных бумаг, в архиве Парламента Португалии. Из 650 000 что Пасифико требовал за якобы потерянные бумаги, арбитры, изучив документы, сочли что ему положено выплатить только 3750 драхм. Получив эти деньги, плюс предыдущие 120 000 за свою мебель и 17 500 за моральный ущерб, Пасифико покинул Грецию и поселился в Лондоне, где прожил до конца своей жизни. Греческие историки признают что у Пасифико было «глубокое чувство юмора». Получив присуждённые ему деньги, Пасифико дал Паркеру 5000 драхм, чтобы адмирал «разделил их между пострадавшими за него».

## Кадмова победа
Кто вышел победителем из этого кризиса ?. Британии не удалось ни поставить в Греции угодное ей правительство, ни заполучить стратегические островки. Каролидис, Павлос пишет, что Британия одержала Кадмову победу. В то же время, Греция вышла из испытания 1850 года «морально и политически» и, как ни странно, несмотря на потери из-за блокады, «экономически», «сильнее, ещё более уважаемой европейскими народами, не исключая английский народ». Британия не только не достигла своей основной цели, включить Грецию в свою исключительную зону влияния, но её интервенция в греческие дела имела обратные результаты. Все народы, большие и малые, с симпатией наблюдали за борьбой слабой Греции с мировой державой и властелином морей, каковой в то время была Великобритания. Кроме морального и политического выигрышей, Греция получила финансовые выигрыши, как то отсрочку по всем платежам государственных займов и выгодное торговое соглашение с Россией:159.

## Сегодняшние отголоски
В сегодняшней историографии «Паркеровские события» — классический образец иностранного вмешательства в дела, только что воссозданного и слабого, государства. Блокада 1850 года отмечена как прелюдия, последовавшей через 4 года, ещё более масштабной, блокады и интервенции, на этот раз англо-французской, в годы Крымской войны, с целью нейтрализовать греческую поддержку России. Что касается писателя К.Плевриса, известного в Греции своим антикоммунизмом и антисемитизмом, то в своей нашумевшей книге «Поговорим о евреях» он ограничивает «Паркеровские события» «Делом Пацифико». Плеврис даже не упоминает геополитические цели Британии, претензии на греческую территорию и финансовую войну. Для него события 1850 года лишь операция «международного еврейства, которое действует против Греции при первой возможности». Ему вторят электронные издания неонацистской «Золотой Зари».